# Messier 51
Galaksija Vrtlog poznata još kao Messier 51a, M51a ili NGC 5194 je  spiralna galaksija u zviježđu Lovački psi.
Otkrio ju je Charles Messier 1773. godine. Pratilju M51b otkrio je Pierre Méchain 1781. godine.

## Povijest promatranja
Charles Messier prvi put vidio je M51 13. listopada 1774. godine prilikom promatranja kometa. Opisao ju je kao veoma tamnu maglicu, bez zvijezda, koju je teško vidjeti.Pratilju, NGC 5195 otkrio je njegov prijatelj i suradnik 21. ožujka 1781. godine. Galaksije su u inačici Messierova kataloga iz 1781. godine opisane sljedećim riječima: Dvostruka je, svaka ima sjajnije središte koja su međusobno razdvojena 4'35". Dvije "atmosfere" se dotiču i jedna je čak tamnija od druge. U svojoj osobnoj kopiji Messierova kataloga, dodao je skicu dvaju maglica koju je napravio prilikom naknadnih promatranja.
William Herschel katalogizirao je NGC 5195 u svom katalogu pod oznakom H.I.186.
Godine 1845. Lord Rosse sa svojim teleskop od 183 cm otkrio spiralnu strukturu galaktike M51. Naknadno je Lord Rosse
otrkio još 13 "spiralnih maglica" tj. galaksija.
M51 bila je jedna od prvih fotografiranih galaksija.

## Svojstva
M51 je spiralna galaktika tipa SA. Praćenjem sjaja supernova određena je njena udaljenost od 23 milijuna svjetlosnih godina. Starije procjene su je smještale na udaljenost od 30 do 37 milijuna ly.
Prividni promjer galaktike je 11,2 lučne minute što odgovara linearnim dimenzijama od 76.000 ly. Masa galaktike je oko 1,6x1012 sunčevih masa. 
M51 je dimenzijama i masom upola manja od naše galaksije, Mliječne staze.
Ovdje su nađene tri supernove: SN 1994I, SN 2005cs i SN 2011dh

#### Spiralna struktura i sudari s NGC 5194
Veoma izražena spiralna struktura M51 posljedica je utjecaja sudara s NGC 5194 u prošlosti. Sudari su se odigrali u dva navrata. Prvi sudar se dogodio prije 500 do 600 milijuna godina. 
U tom sudaru, NGC 5194 je prošla kroz disk M51. U drugom sudaru koji se dogodio prije 50 do 100 milijuna godina NGC 5194 prišla je iz pozadine M51 i ponovno prošla kroz disk. Danas se
NGC 5194 nalazi iza M51.
Oblaci plina i prašine u spiralnim krakovima M51 urušili su se zbog sudara s NGC 5195. Posljedica toga je nastanak mnogih regija u kojima se formiraju zvijezde. Te regije slične su maglicama M42 i M8.

#### Grupa galaktika M51
M51 je dominantna galaktika u manjoj grupi galaksija. Grupa se sastoji još od M63 (Galaksije Suncokret), NGC 5203, NGC 5229. Ova grupa galaktika možda je izdanak mnogo veće grupe oko galaktika M101 i M102 (NGC 5866).

## Amaterska promatranja
M51 moguće je uočiti u dalekozoru 10x50 pod tamnim nebom. Veliko olakšanje pri promatranju je stalak za dvogled koji će smiriti sliku i olakšati uočavanje galaksije. Teleskopi promjera 100 mm pokazat će obje galaktike kao dva diska sa sjajnijim središtima. Teleskop do 150 mm u vrlo dobrim uvjetima, daleko od rasvjete i svjetlosnog zagađanje otkrit će dva ili tri luka oko jezgre M51. Ti lukovi su naznake spiralnih krakova. U 200m mm teleskopu u veoma dobrim uvjetima spiralnu strukturu je moguće uočiti bez većih problema. U 300 mm i većem teleskopu, spiralni krakovi su jasno vidljivi kao i njihov izdanak do NGC 5194, tzv most.
Ova galaktika nalazi se blizu zvijezde Alkaida (UM) sa zviježđem Velikim medvjedom. Ta galaktika sa zvijezdama Alkaidom i Mizarom (ζ UMa / ζ Ursae Majoris / Zeta Ursae Majoris) (vidi Alkor). Pomoću zamišljene spojnice zvijezda Alkaida i Cor Caroli. Galaktika leži na četvrtini udaljenosti od Alkaida ka Cor Caroli. 

## Vanjske poveznice
- (engl.) SEDS: NGC 5194
- (engl.) Revidirani Novi opći katalog
- (engl.) Izvangalaktička baza podataka NASA-e i IPAC-a
- (engl.) Astronomska baza podataka SIMBAD
- (engl.) VizieR

- Skica M51 i pratilje kroz 200 i 300 mm teleskop